# Wigan Athletic F.C.
Wigan Athletic Football Club er en engelsk fodboldklub fra Wigan i Greater Manchester, som spiller i landets næstbedste række, Championship. Klubben spiller sine hjemmekampe på Brick Community Stadium, hvor at de har spillet siden 1999.

## Historie

### Non-league historie
Wigan Athletic Football Club blev dannet i 1932. Klubben blev dog ikke medlem af Football League, da de blev afvist ved en afstemning. Over de næste mange år, var Wigan en såkaldt 'non-league' klub, og var blandt de mest succesfulde klubber udenfor Football League systemet, da de vandt flere lokale mesterskaber.

### Football League debut
I 1978 blev Wigan endelig godkendt til indgang i Football League systemet, da afstemningen endte med 29-20 i støtte for Wigan. Wigan var en succes i Football League med det samme, og i 1980-81 sæsonen rykkede de op i den tredjebedste række for første gang, hvor de spillede de næste 10 år. I sæsonen 1992-93 rykkede klubben for første gang ned, da de vendte tilbage til den fjerdebedste række.

### Whelan årene
Klubben blev i februar 1995 købt af Dave Whelan, og klubben ville som resultat af investeringerne fra Whelan begynde at kravle op gennem de engelske rækker. I 1996-97 rykkede klubben igen op i den tredjebedste række. I 2002-03 sikrede Wigan igen oprykning, denne gang til den næstbedste række, for første gang i klubbens historie.
Der var igen oprykning på skemaet få sæsoner senere, da 2004-05 sæsonen resulterede i klubbens første oprykning til Premier League nogensinde. Klubben ville herefter tilbringe 8 sæsoner i den bedste række, hvor er de hovedsageligt kæmpede om at overleve. 2012-13 sæsonen ville blev en yderst speciel en for Wigan, da klubben rykkede ned fra Premier League, men i samme sæson, imod alle odds, vandt FA Cuppen. Wigan blev hermed den eneste klub i engelsk fodboldhistorie nogensinde til at vinde FA Cuppen den samme sæson som de rykkede ned. Dette skabte også en usædvanlig situation, i at Wigan hermed deltog i Europa League 2013-14 imens at de spillede i den næstbedste række.

### Salg, nedrykning og genoprykning
Whelan-æraen i klubben kom til sin ende i juni 2020, da klubben blev solgt til et Hong Kong-baseret investeringsfirma. Dette ville dog blive alt andet end godt for klubben, da bare en måned efter  overtagelsen, var klubben bankerot, da firmaet ikke havde lavet nogen af de nødvendige investeringer i klubben, samt resultatet af coronaviruspandemien. Wigan blev som resultat af de finansielle problemer givet en 12-point straf, som resulterede i klubbens nedrykning til League One.
Det tog længere tid end ønsket, at finde en ny ejer, men i marts 2021 blev klubben købt af Abdulrahman Al-Jasmi, en forretningsmand fra Bahrain. Klubben overlevede lige akkurat nedrykning i 2020-21 sæsonen til League One. I 2021-22 sæsonen, som resultat af investeringer fra den nye ejer, vandt Wigan League One, og rykkede dermed tilbage op i Championship.

## Titler

### Ligaer
- Football League Second Division/EFL League One: 4 (2002–03, 2015–16, 2017–18, 2021–22)
- Football League Third Division: 1 (1996–97)

### Pokaltuneringer
- FA Cup: 1 (2012-13)
- Football League Trophy: 2 (1984–85, 1998–99)

## Nuværende spillertrup
Oversigten er opdateret til og med 29. juni 2022.
| Nr. | Land     | Position | Spiller        |
| --- | -------- | -------- | -------------- |
| 1   | England  | MM       | Jamie Jones    |
| 3   | England  | FO       | Tom Pearce     |
| 4   | England  | MI       | Tom Naylor     |
| 5   | England  | FO       | Jack Whatmough |
| 6   | Jamaica  | MI       | Jordan Cousins |
| 7   | Wales    | MI       | Gwion Edwards  |
| 8   | England  | MI       | Max Power      |
| 9   | England  | AN       | Charlie Wyke   |
| 10  | Irland   | AN       | Will Keane     |
| 12  | England  | MM       | Ben Amos       |
| 15  | Skotland | FO       | Jason Kerr     |
| 16  | Jamaica  | FO       | Curtis Tilt    |

| Nr. | Land        | Position | Spiller                   |
| --- | ----------- | -------- | ------------------------- |
| 17  | Irland      | MI       | Jamie McGrath             |
| 18  | Skotland    | MI       | Graeme Shinnie            |
| 19  | England     | AN       | Callum Lang               |
| 21  | England     | FO       | Joe Bennett               |
| 23  | Irland      | MI       | James McClean             |
| 27  | Zimbabwe    | FO       | Tendayi Darikwa (Anfører) |
| 28  | Nordirland  | AN       | Josh Magennis             |
| 30  | Norge       | MI       | Thelo Aasgaard            |
| 32  | Isle of Man | FO       | Adam Long                 |
| 34  | Skotland    | FO       | Luke Robinson             |
| 39  | England     | AN       | Stephen Humphrys          |